# Iselin Gundermann
Iselin Gundermann (* 28. Mai 1935 in Magdeburg; † 21. Februar 2009 in Berlin) war eine deutsche Bibliothekarin und Historikerin.

## Leben
Gundermanns Vorfahren stammten aus Thüringen. Sie wurde 1935 als eine Tochter eines „Sparkassenmanns“ geboren, der später im Ministerium der Finanzen der DDR arbeitete. Vor den Luftangriffen auf Magdeburg am 16. Januar 1945 wurde die Familie evakuiert und verzog 1947 nach Halle (Saale). Sie gehörte der evangelischen Jungen Gemeinde an und besuchte bis zur Reifeprüfung 1953 die Adolf-Reichwein-Schule. Danach begann sie ein Studium der Bibliothekswissenschaft und älteren deutschen Philologie an der Humboldt-Universität zu Berlin. 1954 ging der Vater in die Bundesrepublik. Er begann beim Deutschen Sparkassen- und Giroverband in Bonn.
1955 kamen die Gundermanns nach. An der Universität Bonn setzte sie ihr germanistisches und geschichtswissenschaftliches Studium fort. 1957/58 studierte sie an der Universität Innsbruck. 1961 absolvierte sie in Bonn die erste Staatsprüfung für das höhere Lehramt. Im Anschluss war sie Gasthörerin an der Georg-August-Universität Göttingen. 1963 wurde sie an der Philosophischen Fakultät der Universität Bonn mit der Dissertation Herzogin Dorothea von Preußen (1504–1547) zum Dr. phil. promoviert.
Sie arbeitete fortan am Lehrstuhl von Walther Hubatsch und wurde 1969 Akademische Rätin und 1972 Akademische Oberrätin. 1973 absolvierte sie am Bibliothekar-Lehrinstitut Köln die Prüfung für den Höheren Dienst an wissenschaftlichen Bibliotheken und betreute dann die Seminarbibliothek in Bonn. 1983 ging sie als Wissenschaftliche Oberrätin an das Geheime Staatsarchiv Preußischer Kulturbesitz nach Berlin und wirkte an zahlreichen (Wander-)Ausstellungen mit, u. a. Otto Braun (1984), Friedrich der Große (1986/87), Friedrich III. (1988/89), Helmuth Karl Bernhard von Moltke (1991) und Allgemeines Landrecht für die Preußischen Staaten (1994 ff.). Von 1990 bis 2000 war sie dort Wissenschaftliche Direktorin (Referats- und Abteilungsleiterin).
Sie publizierte zur preußischen Geschichte. Ab 1984 war sie Mitglied der Arbeitsgemeinschaft für Berlin-Brandenburgische Kirchengeschichte, außerdem war sie Mitarbeiterin und Herausgeberin des Jahrbuchs für Berlin-Brandenburgische Kirchengeschichte. Gundermann war zudem Beisitzerin in der Landesgeschichtlichen Vereinigung für die Mark Brandenburg.

## Auszeichnungen
- 1964: Fakultätspreis der Universität Bonn
- 1974: Georg-Dehio-Preis der Künstlergilde Esslingen
- 1990: Freiherr-vom-Stein-Preis

## Schriften (Auswahl)
- Herzogin Dorothea von Preußen (1504–1547) (= Studien zur Geschichte Preußens. Band 9). Grote, Köln u. a. 1965.
- Untersuchungen zum Gebetbüchlein der Herzogin Dorothea von Preußen (= Wissenschaftliche Abhandlungen der Arbeitsgemeinschaft für Forschung des Landes Nordrhein-Westfalen. Band 36). Westdeutscher Verlag, Köln u. a. 1966.
- (Katalog): Albrecht von Brandenburg-Ansbach und die Kultur seiner Zeit. Ausstellung im Rhein. Landesmuseum, Bonn, 16. Juni – 25. Aug. 1968. Rheinland Verlag, Düsseldorf 1968.
- (Bearb.): Geschichte der evangelischen Kirche Ostpreußens, Bd. 2: Bilder ostpreußischer Kirchen. Verlag Vandenhoeck & Ruprecht, Göttingen 1968.
- Mit Carl Wünsch: Die evangelische Pfarrkirche zu Bladiau in Ostpreußen. Mit einem Anhand über die Kirche zu Waltersdorf (= Bau- und Kunstdenkmäler des deutschen Ostens. Reihe B, Band 8). Weidlich, Frankfurt am Main 1969.
- Berlin als Kongreßstadt 1878 (= Berlinische Reminiszenzen. No. 49). Haude und Spener, Berlin 1978, ISBN 3-7759-0196-5.
- (Katalog mit Friedrich Benninghoven, Helmut Börsch-Supan): Friedrich der Große. Ausstellung des Geheimen Staatsarchivs Preußischer Kulturbesitz anläßlich des 200. Todestages König Friedrichs II. von Preußen.  Nicolai, Berlin 1986, ISBN 3-87584-172-7.
- (Katalog): Kaiser Friedrich III. (1831–1888). Ausstellung des Geheimen Staatsarchivs Preußischer Kulturbesitz anläßlich der 100. Wiederkehr des Dreikaiserjahres 1888. v. Hase u. Koehler, Mainz 1988, ISBN 3-7758-1187-7.
- mit Reinhart Strecke: Alte Hauptstadt Berlin. v. Hase und Koehler, Mainz 1993, ISBN 3-7758-1287-3.
- (Katalog): Allgemeines Landrecht für die Preußischen Staaten 1794. Ausstellung des Geheimen Staatsarchivs Preußischer Kulturbesitz. v. Hase und Koehler, Mainz 1994, ISBN 3-7758-1315-2.
- (Katalog): Via Regia. Preußens Weg zur Krone. Ausstellung des Geheimen Staatsarchivs Preußischer Kulturbesitz 1998.  Duncker und Humblot, Berlin 1998, ISBN 3-428-09454-9.
- (Hrsg.): Evangelische Kirche der preußischen Union 1817–2003. Ein Bild- und Textband (= Veröffentlichungen des Evangelischen Zentralarchivs in Berlin. Band 11). Im Auftrag des Arbeitskreises der EKU-Stiftung für Kirchengeschichtliche Forschung, Evangelisches Zentralarchiv in Berlin, Berlin 2013, ISBN 978-3-9801646-5-8.